# (889) Erynia
(889) Erynia est un astéroïde évoluant dans la ceinture principale, découvert le 5 mars 1918 par l'astronome allemand Max Wolf depuis l'observatoire du Königstuhl.
Il est nommé en référence aux Érinyes de la mythologie grecque.